# Louise de Bettignies
Louise Marie Jeanne Henriette de Bettignies (15 juli 1880 — 27 september 1918) was een Franse geheim agente die de Duitsers bespiedde voor het Verenigd Koninkrijk tijdens de Eerste Wereldoorlog onder het pseudoniem Alice Dubois. Ze werd postuum onderscheiden met het Kruis van het Legioen van Eer, het Oorlogskruis 1914-1918 met palm en de Britse Militaire Medaille, en werd benoemd tot Officier in de Orde van het Britse Rijk.

## Biografie

### Familie
Sporen van de familie de Bettignies vindt men terug tot en met 1228. De heerlijkheid Bettignies bevond zich in de buurt van Bergen in het huidige België. Andere sporen van de familie zijn te traceren tot 1507.
Louises overgrootvader Peterinck de La Gohelle was afkomstig van Rijsel. Hij vestigde zich in 1752 in Doornik, alwaar hij een op de quai de Salines een fabriek voor porseleinkunst oprichtte, de zogenaamde keizerlijke en koninklijke fabriek. In 1787 bestelde de hertog van Orléans een Doorniks porseleinstel waarvan enkele delen nog te vinden zijn in het Musée Royal de Mariemont.
In 1818 opende Maximilien Joseph de Bettignies, advocaat bij de Doornikse Raad, een depot aan de rue du Wacq te Saint-Amand-les-Eaux, wat hij aan zijn zoon Maximilien schonk. Op 31 juli 1818 diende M.J. de Bettignies een patent in voor lijm waarmee grotere vazen uit beenderporselein gemaakt konden worden. In 1831 verkreeg Maximilian Joseph de Franse nationaliteit. In 1833 huwde hij Adeline Armande Bocquet in Orchies. Het stel kreeg vier kinderen, waaronder Louises vader Henri. Henri de Bettignies huwde Julienne Mabille de Poncheville in 1866. Die laatste was een telg uit een oude Noord-Franse advocatenfamilie. Vele generaties waren notarissen in Valenciennes. Henri en Maximilien de Bettignies droegen hun zaak op 30 juni 1880 over aan Gustave Dubois en Léandre Bouquiaux.

### Opleiding
Ondanks de financiële moeilijkheden van haar vader behaalde Louise de Bettignies haar diploma secundair onderwijs in Valenciennes bij de Zusters van het Heilig Hart.
Haar ouders verhuisden naar Rijsel in 1895, maar zijzelf vertrok in 1898 naar Engeland om haar hogere studies aan te vatten. Ze was ingeschreven in het vrouwencollege Girton College van de Universiteit van Cambridge en logeerde in een pension van de Ursulinen, eerst in Upton en later te Londen. Verder studeerde ze aan Oxford maar het is niet bekend of ze afgestudeerd is: er is geen diploma in de archieven teruggevonden. Na de dood van haar vader in 1903 keerde ze terug naar Rijsel waar ze afstudeerde aan de letterenfaculteit van de Universiteit van Rijsel in 1906. Na haar studies beheerste ze het Engels perfect, naast een goede kennis van het Duits en Italiaans.

### Carrière
De Bettignies werkte als een tutor in Pierrefonds, Oise waarna ze naar Milaan in Italië trok naar het huis van Giuseppe Visconti de Modrone. Ze kreeg de kans om door Italië te trekken in 1906 toen ze bij de Visconti's verbleef. In 1911 vertrok ze naar graaf Mikiewsky bij Lemberg in Galicië. De Bettignies bevond zich met prins Carl Schwarzenberg in kasteel Orlík van 1911 tot 1912.
Ze verhuisde daarna naar prinses Elvira van Beieren, bij kasteel Holeschau in Oostenrijk-Hongarije. Daar kreeg ze de mogelijkheid om tutor te worden van de kinderen van Oostenrijks troonopvolger Franz Ferdinand. Ze wees het aanbod af en keerde terug naar Frankrijk. In 1914 werd ze geopereerd voor appendicitis in Rijsel en ging naar het huis van haar broer in Bully-les-Mines.
Op het moment van het uitbreken van de Eerste Wereldoorlog bevond de Bettignies zich in een villa in Wissant gehuurd door haar broer Albert.

## Eerste Wereldoorlog
Voor het einde van augustus 1914 verliet de Bettignies Wissant en vertrok naar Sint-Omaars. Ze wendde zich tot haar zus Germaine, wier man Maurice Houzet gemobiliseerd was, en gebruikte dit als voorwendsel om naar Rijsel te gaan.

### In Rijsel
Op 1 augustus 1914 schafte minister van oorlog Adolphe Messimy de positie van gouverneur van Rijsel af, onder het goedkeurend oog van René Viviani, voorzitter van de raad, terwijl dit eigenlijk bij wet afgekondigd moest worden. Rijsel werd daarop een "open stad" verklaard, en het personeel werd op 24 augustus geëvacueerd. Op 22 augustus, nadat Duitse patrouilles opgemerkt werden in de nabijheid van de stad, installeerde generaal Percin wapens voor iedere ophaalbrug van de citadel. Burgemeester Charles Delesalle werd hierom woedend, samen met de voorstander van non-defensie. Percin trok zich daarom terug. Tijdens deze turbulente periode gaf de regering toe aan angst. Prefect Felix Trepont kreeg de opdracht om met de administratieve diensten en postdiensten zich terug te trekken naar Duinkerke. Een aantal dagen later kreeg hij een tegenopdracht. Tijdens zijn terugkomst vond hij de uitrusting in de lokalen van de militaire gebouwen verlaten. Trepont vroeg op 27 augustus John Vandenbosch, een industrieel, of hij al het militaire materiaal naar Duinkerke kon verplaatsen. Het transport, waarvoor 278 treinen nodig waren, duurde 21 dagen. Op 2 september trokken de Duitse troepen Rijsel binnen en verlieten de stad na het verkrijgen van losgeld. Ze keerden verschillende malen terug. Op 4 oktober kwam een detachement van Wahnschaffe een bataljon Chasseurs te voet tegen. Zij trokken zich terug, niet zonder enkele huizen in voorstad Fives in brand te steken.
Vele vluchtelingen trokken de stad binnen. Op 9 oktober kreeg commandant Felix de Pardieu de opdracht om zich terug te trekken in de region Neuve-Chapelle, waardoor Rijsel zonder verdediging viel. Generaal Ferdinand Foch kwam toe tijdens de nacht van 4 op 5 oktober en zond Pardieu terug naar Rijsel onder de bescherming van het 20e regiment van chasseurs te paard. Het ammunitiekonvooi werd aangevallen door een detachement van generaal Georg von der Marwitz door een vertraging. Foch zond het cavaleriekorps van commandant Conneau naar Rijsel ten gevolge van het wachten op de start van het Britse offensief. De inwoners van Rijsel hoorden de schoten dichterbij komen op 12 oktober 's middags. De Duitsers telden tussen 50 000 en 80 000 man rond de stad en werden geconfronteerd met een troep van 2795 man bestaande uit chasseurs, goumiers, en terittorialen, bewapend met een batterij artillerie met drie 75mm-wapens en weinig ammunitie.

### De beschieting
Louise de Bettignies en haar zus Germaine leefden in de rue d'Isly op huisnummer 166.
Van 4 tot 13 oktober 1914 slaagden de verdedigers in het misleiden van de vijand door het enige kanon dat de Rijselse troepen hadden te gebruiken. Meer dan 2200 gebouwen werden vernietigd, voornamelijk rond het station.
Door het puin van Rijsel verzekerde de Bettignies de levering van ammunitie en voeding aan de soldaten die nog steeds op de aanvallers aan het vuren waren. In geïmproviseerde hospitalen schreef ze brieven in het Duits, gedicteerd door stervende Duitsers, naar hun families.

### Spionageactiviteiten

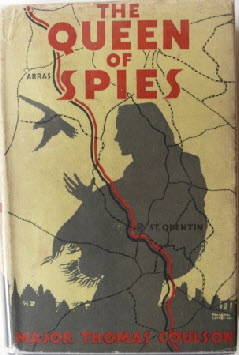
Voorkant van het boek "The queen of spies" van majoor Thomas Coulson

Toen het Duitse leger Rijsel aanviel in oktober 1914 besloot de Bettignies verzet te bieden en zich in te laten met spionageactiviteiten. Mede door haar talenkennis kon ze een uitgebreid inlichtingennetwerk uitbouwen vanuit haar huis in Noord-Frankrijk in opdracht van het Britse leger en inlichtingendienst MI6 onder het pseudoniem Alice Dubois. Dit netwerk leverde belangrijke informatie aan de Britten door het bezette België, en Nederland.
Het "Alice-netwerk" bestond uit een honderdtal mensen. Meestal bevonden zij zich een veertigtal kilometers van het front in het westen en oosten van Rijsel. Het werd zo doeltreffend dat de Bettignies de bijnaam "koningin der spionnen" kreeg door haar Britse oversten. Ze smokkelde mensen naar Engeland, deelde waardevolle informatie met het inlichtingennetwerk en stelde een rasterkaart op van de regio rond Rijsel. Toen het Duitse leger een nieuwe artilleriebatterij installeerde werd deze positie gebombardeerd door het Royal Flying Corps binnen de acht dagen, ondanks de camouflage aangebracht door de Duitsers.
Een andere gelegenheid liet de Bettignies toe om te berichten over de datum en tijd van het voorbijkomen van de keizerlijke trein die de Kaiser vervoerde op een geheim bezoek aan het front in Rijsel. Tijdens de aankomst in Rijsel bombardeerden twee Britse vliegtuigen de trein, maar zij misten echter hun doel.
Het Duitse commando begreep de unieke situatie niet die dit "vervloekte" front van veertig kilometer stelde. Eén van de Bettignies' laatste berichte kondigde de voorbereiding aan van een immense Duitse aanval op Verdun aan het begin van 1916. Deze informatie werd gedeeld met de Franse commandant die het weigerde te geloven.
De Bettignies werd gearresteerd door de Duitsers op 20 oktober 1915 in de buurt van Doornik. Ze werd veroordeeld tot levenslange dwangarbeid op 16 maart 1916 in Brussel. Na drie jaren gevangenschap overleed ze op 27 september 1918 ten gevolge van meerdere abcessen die slecht geopereerd werden in Keulen. Haar lichaam werd gerepatrieerd op 21 februari 1920 en op 16 maart werd een begrafenis te Rijsel gehouden waarbij ze postuum het Legioen van Eer en Oorlogskruis met palm verkreeg, naast de Britse militaire medaille. Ze werd tevens officier in de Orde van het Britse Rijk. Haar lichaam ligt begraven op de begraafplaats van Saint-Amand-les-Eaux.

## Eerbetoon
Alexis-Armand Charost, bisschop van Rijsel tijdens de Eerste Wereldoorlog, noemde de Bettignies de "Jeanne d'Arc van het noorden".
Het geboortehuis van de Bettignies bevindt zich  in de rue Louise Bettignies (de voormalige rue de Conde) in Saint-Amand-les-Eaux. Verschillende Franse gemeenten hebben straten, scholen en andere gebouwen vernoemd naar de spionne. Onder andere de school waar Françoise Sagan van werd weggestuurd, is vernoemd naar Louise de Bettignies. Tevens is de Bettignies een bijrol in het boek The Alice Network van Kate Quinn, uitgebracht in 2017.

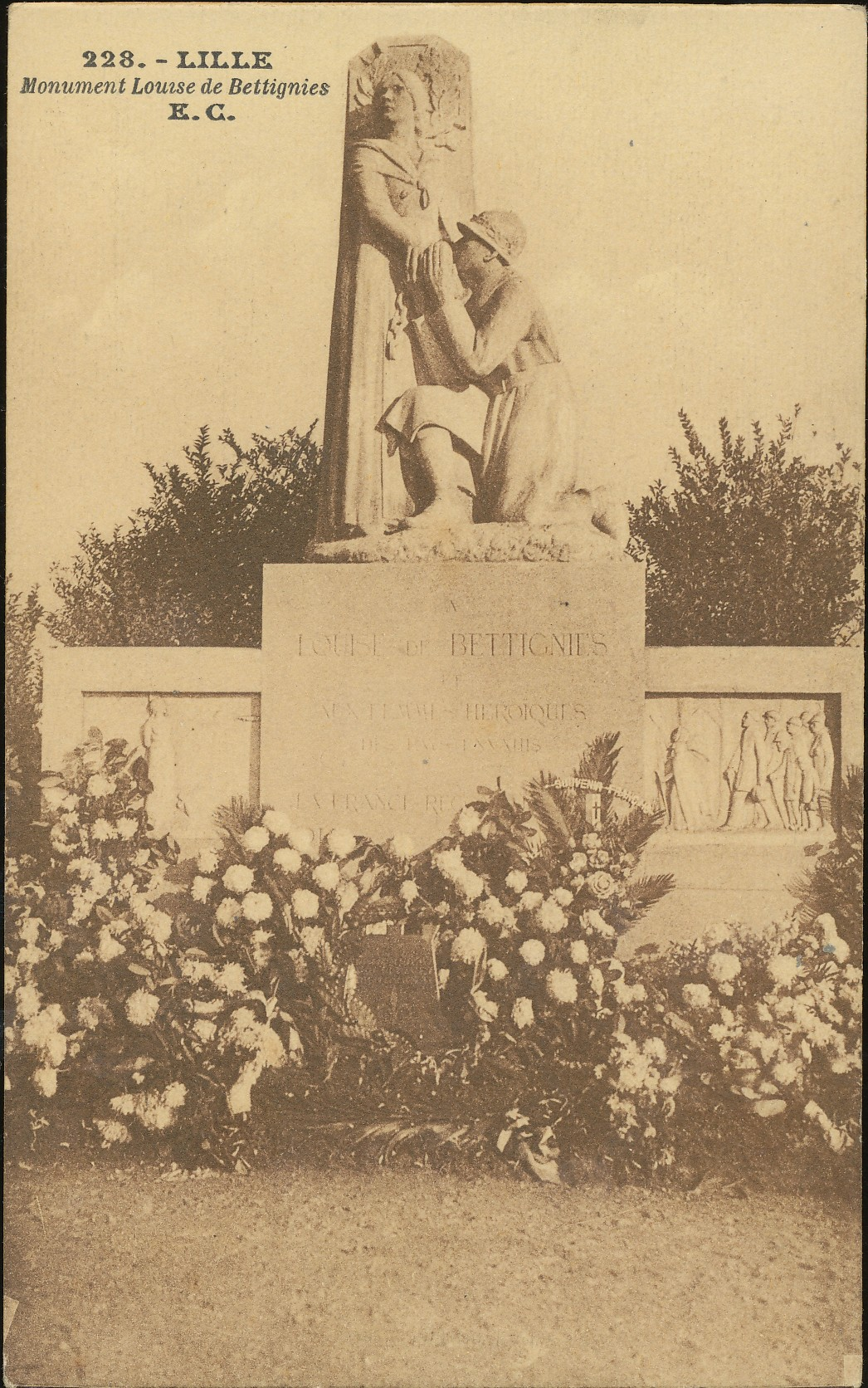
Oude postkaart van het monument van Louise de Bettignies in Rijsel.
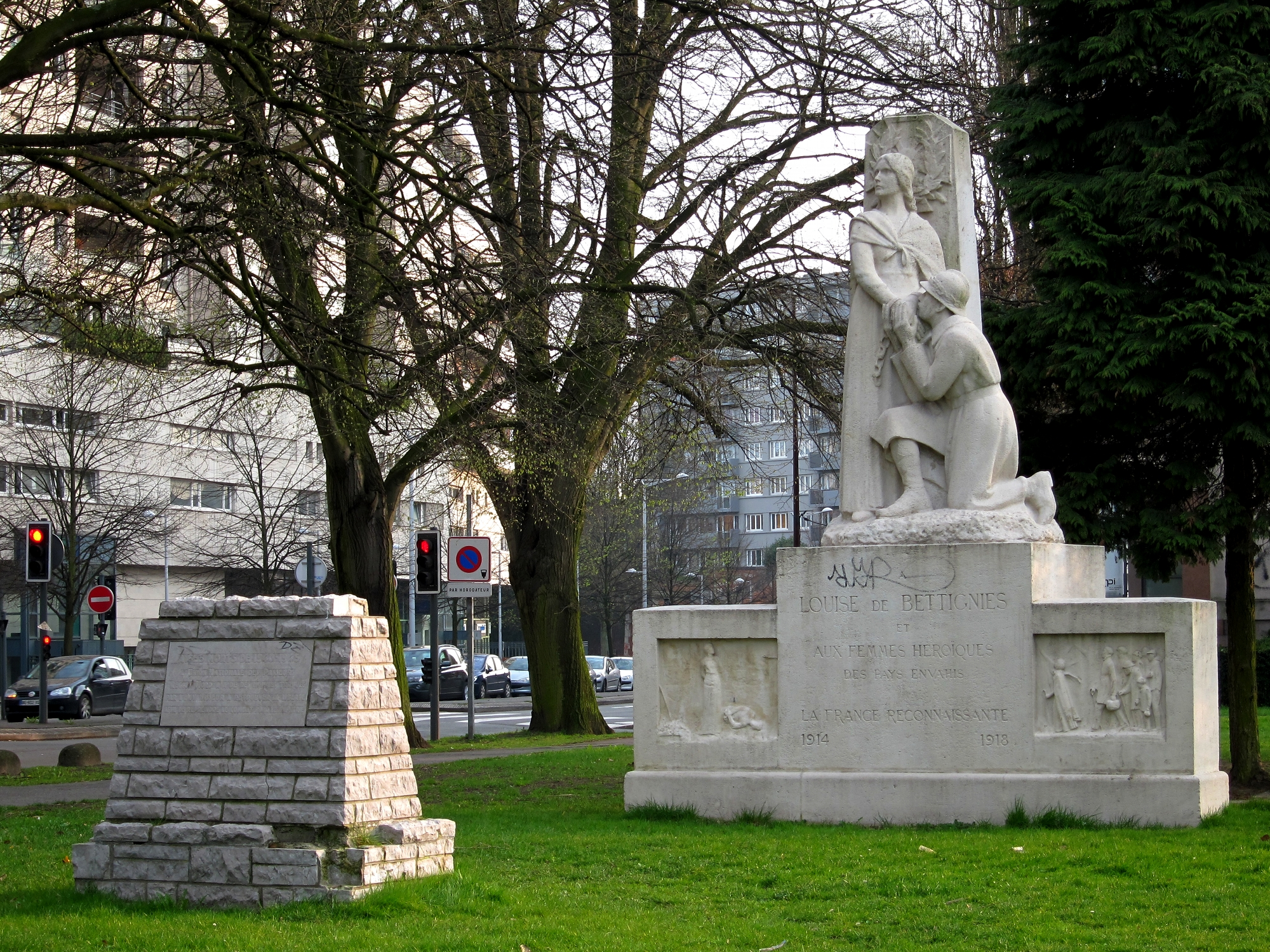
Monument van de Bettignies
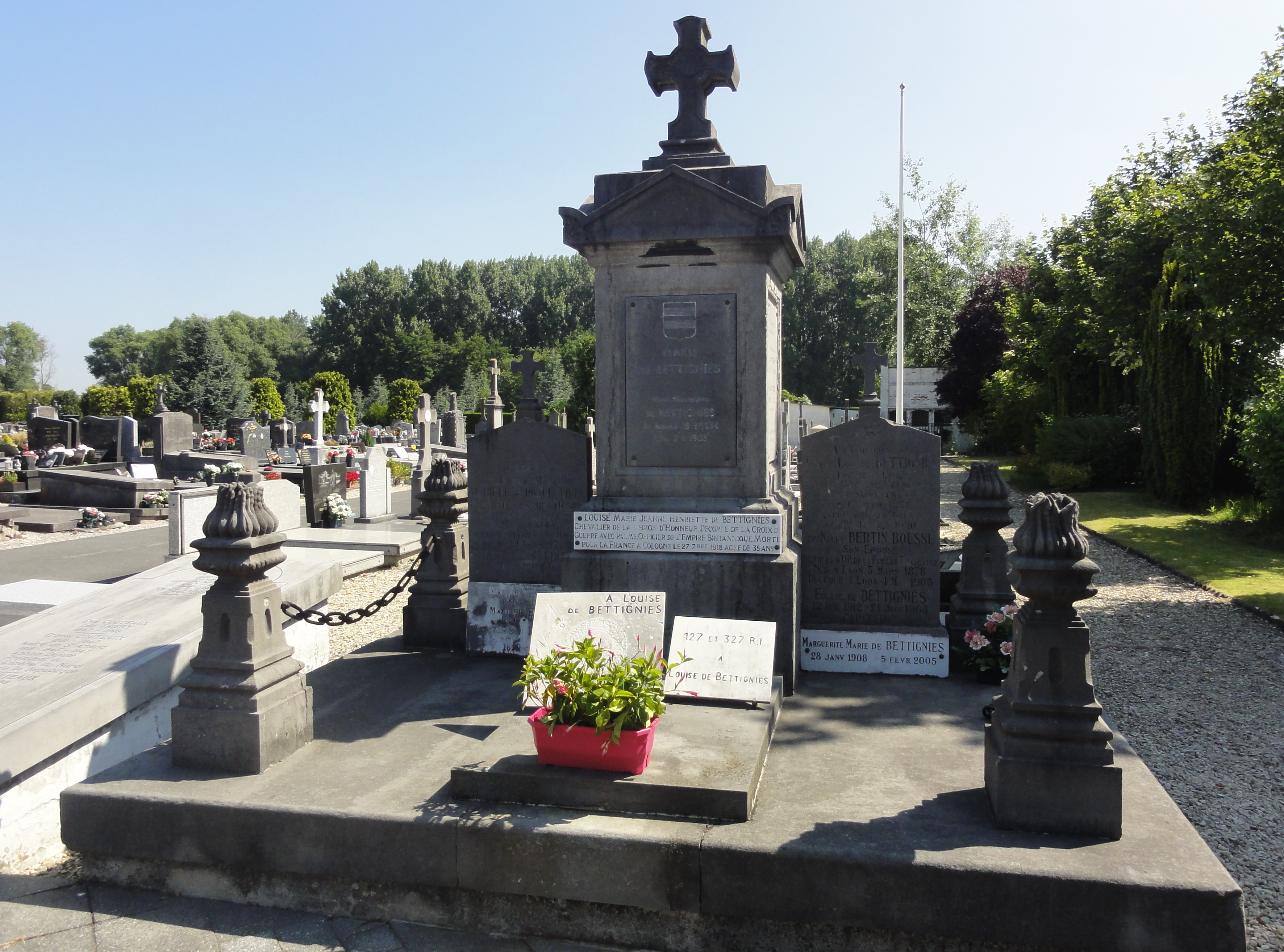
Grafsteen van de familie de Bettignies.
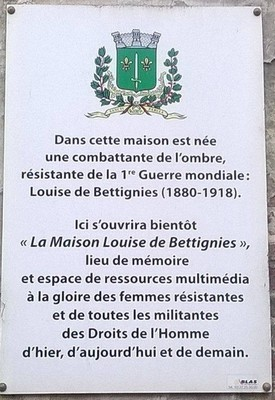
Plaque aan het geboortehuis van de Bettignies.
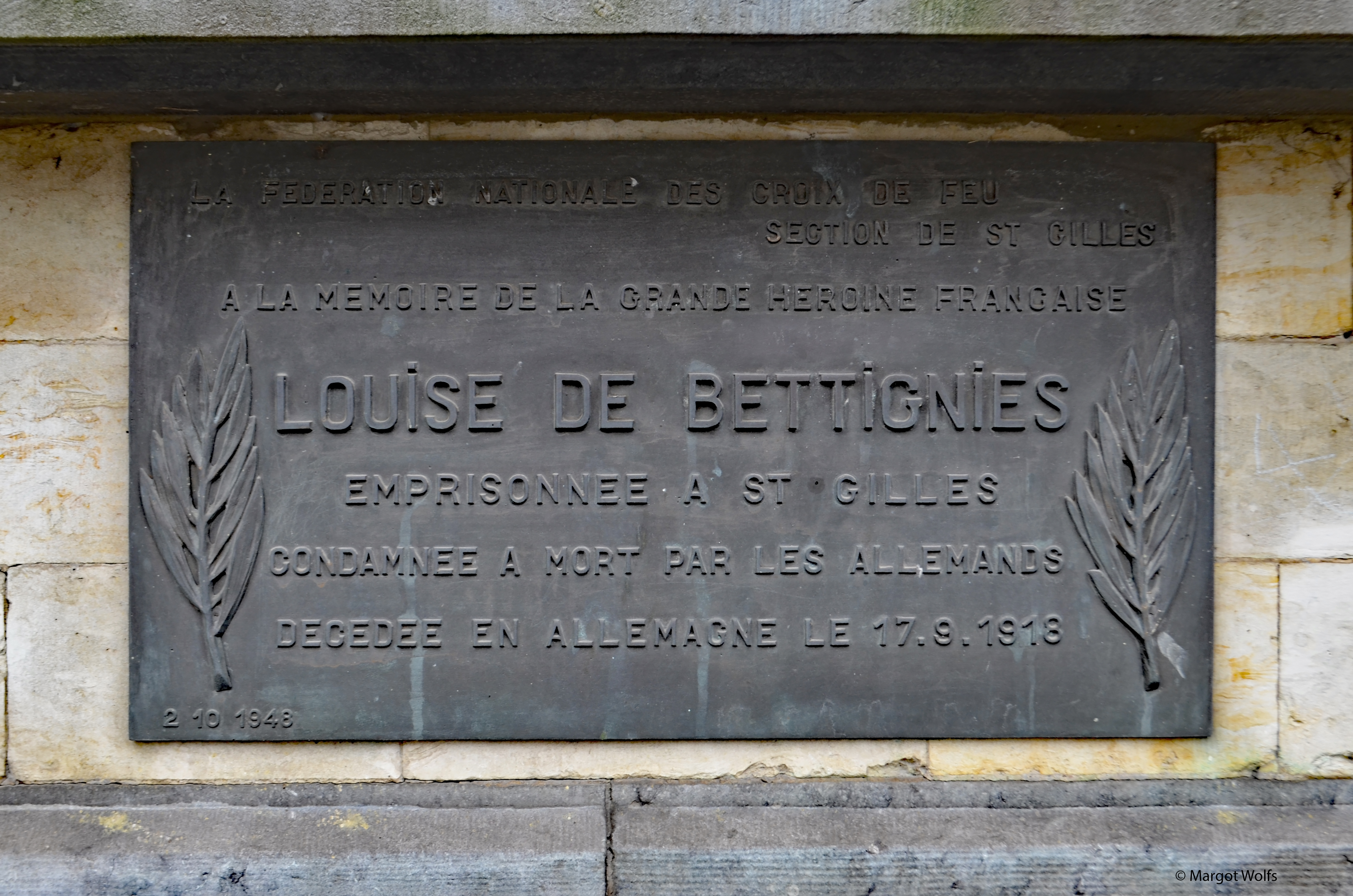
Herdenkingsplaat aan de gevangenis van Sint-Gillis, Brussel

## Verder lezen
- Majoor Thomas Coulson, the Queen of Spies, Louise de Bettignies, uitg. Mackays, Londen, 1935
- Hélène d’Argœuvres, Louise de Bettignies, Plon, 1937 en La Colombe, 1956.
- Gem Moriaud, Louise de Bettignies, uitg. Taillendier, 1928.
- Léon Poirier, Sœur d’Armes, Mame, 1937